# Sučeljene životinje
Sučeljene životinje su drevni bilatelarni motiv u umjetnosti gdje se dvije životinje sučeljavaju u simetričnoj pozi. Ovaj je motiv u umjetnosti i artefaktima predmet proučavanja arheologije i povijesti umjetnosti. "Suprotstavljene životinje" suprotni je motiv, sa životinjama okrenutima leđima.
Bilateralna simetrija dominantan je aspekt našeg svijeta i snažna zastupljenost istog s odgovarajućim figurama često stvara ravnotežu koja daje atraktivnost umjetničkim djelima.
U drevnoj umjetnosti, motivi sučeljenih životinja često uključuju motiv gospodara životinja. To je središnji ljudski lik, koji često drži sučeljene životinje, a vjerojatno su svi ovi elementi dio jedinstvenog društveno-kulturnog motiva. Srodni motiv u drevnoj umjetnosti poznat je pod nazivom Gospodarica životinja.
Smatra se da ikonografija ponekad ima ritualne i vjerske asocijacije; na primjer, Lavlja vrata Mikene imaju stupac između zaštitnih, gornjih i suprotstavljenih lavica koje stoje s dvije noge na tlu i dvije na istoj osnovi na kojoj počiva stup. Smatra se da stup predstavlja božicu, apstrahiranu kako bi se izbjeglo tabuirano izravno predstavljanje. Prema drugom tumačenju, stup je protumačen kao simbol ulaska u palaču. Lavovi tako istodobno čuvaju ulaz u palaču i zidinu utvrde. Motiv nazvan Drvo života, gdje dvije suočene životinje pasu na grmlju ili drvetu, također je vrlo star.

## Nož Gebel el-Arak
Na stražnjoj strani drške noža Gebel el-Arak, prikazanoj na vrhu članka, prikazana su dva snažna sučeljena lava odvojena likom koji ih drži. Treba napomenuti da gumb na stražnjoj strani prikazuje gornji kraj rupe za uže ili uže na ušici ovjesa; ovaj nož se možda svečano nosio oko vrata.

## Primjeri iz arheologije

### Pečatni cilindri
Primjeri sučeljenih životinja postoje na pečatnim cilindrima iz Mezopotamije. Ponekad se nađu božanstva ili heroji koji drže lavice, stoku, grifone ili druga zamišljena bića.
Mnogi pečatni cilindri koji uključuju sučeljene koze koje okružuju središnje Drvo života na platformi 'stošca' ili 'planine' dijele jednu zajedničku temu. O drugima se može razmišljati kao o božanstvima koja drže životinje pod svojom kontrolom.
Budući da su pečatni cilindri brojni i također potječu iz pretpovijesnih razdoblja, sve do četvrtog ili petog tisućljeća prije Krista, teme su različite. Druga vrsta cilindra sučeljenih životinja s drvetom života ima motive "junaka koji hvata vodene bivole" i "čovjeka-bika koji hvata lavove", a u oba slučaja je čovjek između životinja. Središnja figura je "Drvo života" koje se često tumači kao predstavljanje božice.

### Sučeljene zmije
Sučeljene zmije česti su motivi u mnogim kulturama od davnina. Često povezana s religioznim ceremonijama i božanstvima, a možda najpoznatija figura popularno poznata od davnina je božanstvo ili kretska svećenica koja prikazuje dvije sučeljene zmije, sa svake strane božice po jedna.
Kloritna posuda s područja današnjeg Bagdada u Iraku prikazana je na ovoj poveznici. Prikazuje tri para sučeljenih životinja. Dvije sučeljene zmije u rukama drži središnja figura; a ispod zmijskog para nalazi se par lavica koje se razilaze (iako okreću glavu okrenute jedna prema drugoj, stražnjice su im sučeljene), ležeći. Treći slični par životinja na ovom predmetu su dva suprotstavljena goveda s čovjekom ili božanstvom. Dva lava i druge životinje prikazana su zdesna.

### Narmerova paleta
Narmerova paleta, koja se koristila za miješanje kozmetike u spremniku s jedne strane ima dvije sučeljene mačke, koje se ponekad nazivaju serpopardi (zbog pretjeranih dugih vratova koji nekim znanstvenicima izgledaju zmijski), čineći posudu. Pomno ispitivanje životinja s pretjeranim, dugim vratom podupire da se radi o lavicama. Cijela tema Narmerove paleta je o faraonu nedavno ujedinjenog drevni Egipta, predstavljena u dvije scene. S jedne strane faraon nosi krunu Gornjeg Egipta, a s druge krunu Donjeg Egipta. Dakle, smatra se da lavice sa svojim isprepletenim vratovima predstavljaju dva kraljevstva, nekada odvojena, a sada ujedinjena pod jednim faraonom. Lavica Bast bila je zaštitničko božanstvo jednog kraljevstva, a lavica Sekhmet drugog kraljevstva, jednako važna božanstva u svakom od ranih egipatskih panteona. One su bile zaštitnici faraona u svakom od kraljevstava i ostali su kao božanstva tijekom duge povijesti ujedinjenog Drevnog Egipta. Na kraju su se njihove uloge, međutim, razišle, s tim da je jedno postalo manje zaštitnik ratnika i božanstva ratnika, jer su mu dodijeljene druge uloge. Tipično, mnoga slična božanstva u dva kraljevstva uskoro su se spojila, pa se smatra da je zadržavanje oba rezultat duge i jake tradicije svakog od njih.
Primjeri drugih suočenih životinja postoje na mnogim otkrivenim kozmetičkim paletama Drevnog Egipta. Jedna paleta ima sučeljene nilske konje; druge uključuju žirafe, guske i druge životinje poznate Egipćanima. Bilateralno prikazane palme također su poznate i na paletama.

### Lavlja vrata Mikene
Vrata citadele Mikene prikazana su desno. Natkriljuju glavni ulaz u drevni kaštel koji je bio središte kulture, mikenske Grčke, koja je prethodila grčkoj, i poznati je primjer dvije suočene lavice. Među znanstvenicima postoji neslaganje oko toga jesu li to leopardi ili lavice suočeni sa stupcem koji predstavlja božanstvo, ali karakteristični čuperci na kraju repova ipak pomažu odrediti da se radi o lavovima.
Mnoge slike božanstava povezanih s lavicama prikazane su s težim grivama nego što je tipično za lavice, ali to je možda bio rezultat pokušaja interpretacije vrste ili nepoznavanja atipičnih dimorfnih razlika unutar ove mačje vrste. George Mylonas vjerovao je da su prikazani lavovi, a ne lavice.

### Štapovi starogrčkih vjesnika (kerykeia)
U drevnoj Grčkoj vjesnici koji su imali ulogu privatnih glasnika ili javnih prozivača nazivali su se kerykes. Keryx ima funkcije u političkim, vojnim, sudskim i vjerskim pitanjima. Mogli su se prepoznatu po heraldovom štapu ili kerykeionu, na latinskom caduceus. Štap mu je također pružao zaštitu. Hermes, glasnik bogova, također nosi kerykeion. Ove štapove su često, u državnim prigodama, privatne osobe donirali hramovima. Oni se također nalaze u grobovima vjesnika i pomažu nam odrediti zanimanje pokopane osobe.

### Freska etrurske grobnice
Sučeljeni leopardi pojavljuju se u grobnici pronađenoj u Tarkviniji (Tarquinia), ili Tarchna Tarchnalu, glavnom od dvanaest gradova Etrurije, okruga u onome što je opisano kao etrurska civilizacija koja je postojala u Italiji od 1200. pr. Kr do 100. pr. Kr. Pojavljuje se u najranijoj povijesti Rima, kojom je dominirao sve do ranih 330-ih pr. Kr. Ovaj mural sadrži sučeljene leoparde koji štite gozbu u zagrobnom životu. Često su mačke, lavice i leopardi, poput ovih, u zidnim slikama iz ove kulture sučeljeni s drvetom, grmom ili stupom. Smatra se da su se Etruščani migrirali s područja Troje, preko Grčke gdje su asporbirali mnoge kulturne elemente, do Italije gdje su osnovali svoju kulturu u pretpovijesno doba.

### Europska umjetnost
U Europi su sučeljene životinje važan motiv u životinjskom stilu ili zoomorfnom ukrasu, insularnoj umjetnosti i romanici. U tim kontekstima između dvije životinje može biti malo ili ništa, a naglasak je na samim parovima. Ljudske se figure često tretiraju na isti način, često se miješaju sa životinjama u ukrasnim shemama - strijelci su bili posebno popularni u romaničkom razdoblju.
Rani anglosaksonski brodski pokop pronađen u suvremenoj Velikoj Britaniji u Sutton Hoou, iz sedmog stoljeća nove ere, sadrži poznate primjere umjetnosti razdoblja migracije. Poklopac torbice iz Sutton Hooa ima tri stilizirana para sučeljenih životinja; dva bočna para, lijevi i desni, identični su i sadrže osobu koja stiska uz sebe 2 životinje. Središnji par sučeljenih životinja ima još složeniju temu.
Suprotstavljene životinje koriste se u insularnoj umjetnosti, čiji stil proizlazi iz mješavine keltske i sjevernoeuropske dizajnerske tradicije. Sučeljene životinje ili životinje isprepletene u vrlo zamršenim uzorcima, često prikazane kako se hvataju jedna za drugu kako bi oblikovale uzorak "hvatajuće zvijeri", glavna su značajka nekih razdoblja vikinške umjetnosti. Životinje su tako isprepletene, rastvorene su u čisti ukras, a jedinke se jedva razabiru. Sučeljene životinje također se često vide u europskoj romaničkoj umjetnosti, na primjer kao ukrasni uzorci u romaničkoj arhitekturi.
Držači štita u heraldici također su primjer sučeljenih životinja, iako ne uvijek par istih životinja.
- Romanički kapitel, sjeverno od glavne apside Basel Minstera
- Kapitel ukrašen isprepletenim zvijerima izvedenim iz insularne umjetnosti. Opatija Grande-Sauve, Francuska
- Kraljevski grb Ujedinjenog Kraljevstva ima lava (Engleska) i jednoroga (Škotska) kao suočene držače štita.
- Držač knjiga Renéa van Dievoeta (1944).

### Azijska umjetnost

#### Luristanske bronce, anadolski "životinjski" tepisi
Motivi sučeljenih životinja vrlo su česti u azijskoj umjetnosti i tekstilu, uključujući tepihe, diljem Euroazije.
Još uvijek postoji nekoliko primjera posebne vrste orijentalnih tepiha, nazvanih "životinjski tepisi", jer su njihova glavna karakteristika sučeljene životinje. Datirani u 13. – 16. stoljeće, predstavljaju tepihe tkane tijekom prijelaznog razdoblja između kasnog Seldžuka i ranog Osmanskog carstva. Pokazane su paralele između motiva "suprotstavljene životinje" i "kvake" s prostirki od pletenih gomila i Lorestānskih bronci. Riječ je o brončanim artefaktima iz starijeg željeznog doba različitih pojedinačnih oblika koji su pronađeni iz područja Lorestān i Kermanšah u zapadnom središnjem Iranu.
Fragmenti tepiha otkriveni u Konyi i Beyşehiru u Turskoj, te Fustatu u Egiptu datirani su u 13. stoljeće, što odgovara anadolskom selđučkom razdoblju  (1243. – 1302). Na nekim od ovih ulomaka mogu se prepoznati redovi rogatih četveronožaca smještenih jedan nasuprot drugome ili ptica pored drveta.
Tradicionalni kineski motiv, borba između feniksa i zmaja, vidi se na anadolskom tepihu koji je sada izložen u muzeju Pergamon u Berlinu i radiokarbonski datiranom u sredinu 15. stoljeća. Kineski motiv su u islamsku umjetnost vjerojatno uveli Mongoli tijekom trinaestog stoljeća. U švedskoj crkvi Marby pronađen je još jedan životinjski tepih koji prikazuje dva medaljona s dvije ptice pored drveta.
Od 1988. pronađeno je još sedam tepiha životinjskog tipa. Preživjeli su u tibetanskim samostanima, a sklonili su ih redovnici koji su bježali u Nepal tijekom kineske kulturne revolucije. Jedan od tih tepiha kupio je Metropolitanski muzej umjetnosti. što je paralelno sa slikom sienskog umjetnika Gregorija di Cecca: "Djevica", 1423. Prikazuje velike sučeljene životinje, svaka s manjom životinjom u sebi. Gotovo cjelovit životinjski tepih sada se nalazi u Muzeju islamske umjetnosti u Dohi.
"Životinjski tepisi" bili su prikazani i na talijanskim slikama 14. i 15. stoljeća, te tako predstavljaju najranije orijentalne tepihe prikazane na renesansnim slikama.
- Luristanski brončani grifoni, 9.-7. stoljeće prije Krista, Muzej drevnog Bliskog Istoka, Berlin.
- Luristanski brončani kozorozi, 9-7. stoljeće prije Krista, Muzej drevnog Bliskog Istoka, Berlin.
- Životinjski tepih, Turska, datiran u 11.-13. stoljeće, Muzej islamske umjetnosti, Doha
- Životinjski tepih, oko 1500. godine, pronađen u crkvi Marby, Jämtland, Švedska . Vuna, 160 cm x 112 cm, Švedski povijesni muzej, Stockholm
- Tepih Feniks i zmaj, 164 x 91 cm, Anadolija, oko 1500, muzej Pergamon, Berlin
- Jade Openwork disk sa zmajem i feniksom, Kina, 2. stoljeće prije Krista, Muzej mauzoleja kralja Nanyue

### Umjetnost sjevernoameričkih indijanaca
"Powhatanov plašt" ogrtač je od jelenske kože, koji je izvorno pripadao indijancu visokog socijalnog statusa. Njezin se ukras sastoji od ukrasa od kuglica, koji prikazuju središnju ljudsku figuru s dva uspravna, suprotstavljena četveronošca i okruženi s 34 diska. Dvije životinje sliče jedna na drugu u smislu svog cjelokupnog obrisa, ali repovi i šape im se razlikuju. Lijeva životinja ima dugačak rep i okrugle šape s pet prstiju. Desna životinja ima kraći rep, a noge završavaju papcima. Povijesno se vjerovalo da je ovo umjetničko djelo pripadalo Powhatanu, koji je bio vrhovni poglavaica Tsenacommacaha, saveza Indijanaca iz Virginije koji govore Algonquian jezikom u regiji Tidewater u državi Virginia u vrijeme kad su se engleski doseljenici iskrcali u Jamestown 1607. godine. "Powtatanov plašt" jedan je od najranijih sjevernoameričkih artefakata koje su Europljani sakupili, a da su preživjeli do danas.

## Vanjske poveznice
Pečatni cilindrisučeljene životinje
- Fotografija - Brtva cilindra - visoki res – Dvije životinje, od kojih svaku drži božanstvo ili svećenik ; Motiv centra: Drvo života
- Fotografija - varijacija suočenih stabala života ; Članak – Jedna je figura okrenuta prema promatraču.
- Nomadska umjetnost istočnoeurazijskih stepa, katalog izložbe Muzeja umjetnosti Metropolitan (u potpunosti dostupan na mreži u PDF obliku), koji sadrži materijal o suočenim životinjama

Sučeljene zmije
- Fotografija - suočene zmije ; Članak